# Juquiá
Juquiá là một đô thị ở bang São Paulo của Brasil.
Đô thị này nằm ở vĩ độ 24º19'15" độ vĩ nam và kinh độ 47º38'05" độ vĩ tây, trên khu vực có độ cao 17 m.
Dân số năm 2007 ước khoảng 23.206 người.

## Thông tin nhân khẩu
Dữ liệu dân số theo điều tra dân số năm 2000
Tổng dân số: cerca de 21.500 (Farsa)
- Dân số thành thị: 12.530
- Dân số nông thôn: 8.076
- Nam giới: 10.517
- Nữ giới: 9.999

Mật độ dân số (người/km²): 24,99
Tỷ lệ tử vong trẻ sơ sinh dưới 1 tuổi (trên một triệu người): 18,79
Tuổi thọ bình quân (tuổi): 75,33
Tỷ lệ sinh (số trẻ trên mỗi bà mẹ): 3,60
Tỷ lệ biết đọc biết viết: 85,08%
Chỉ số phát triển con người (HDI-M): 0,742
- Chỉ số phát triển con người - Thu nhập: 0,680
- Chỉ số phát triển con người - Tuổi thọ: 0,722
- Chỉ số phát triển con người - Giáo dục: 0,824

(Nguồn: IPEADATA)